# جون أورايلي
جون أورايلي (بالإنجليزية: John O'Reilly)‏ هو عالم موسيقى وملحن أمريكي، ولد في 25 نوفمبر 1940.

## وصلات خارجية
- الموقع الرسمي
- جون أورايلي على موقع ميوزك برينز (الإنجليزية)
- جون أورايلي على موقع ديسكوغز (الإنجليزية)